# بلو تانگو
«بلو تانگو» (انگلیسی: Blue Tango) تک‌آهنگی بی‌کلام از هنرمند اهل ایالات متحده آمریکا لروی اندرسون است که در سال ۱۹۵۱ ساخته و در سال ۱۹۵۲ میلادی منتشر شد. the Anderson recording first reached the charts on December 29, 1951.) Billboard ranked it as the number one song of 1952.
بعدها میچل پَریش ترانه‌ای برای این آهنگ سرود که آن را تبدیل به یک ترانهٔ محبوب نمود و هنرمندان فراوانی آن را بازاجرا کرده‌اند.